# Svartvingad papegoja
Svartvingad papegoja (Hapalopsittaca melanotis) är en fågel i familjen västpapegojor inom ordningen papegojfåglar, endemisk för östra Anderna i Sydamerika. Arten beskrevs första gången 1847 av Frédéric de Lafresnaye.

## Utbredning och systematik
Svartvingad papegoja delas in i två underarter:
- H. m. melanotis – förekommer på 1500–2500 meters höjd i bolivianska Anderna i La Paz och Cochabamba.
- H. m. peruviana – förekommer på 2800–3400 meters höjd peruanska Anderna i centrala och södra Peru.

## Utseende
Svartvingad papegoja är en liten – 24 cm lång – kraftig papegoja, som huvudsakligen har en grön fjäderdräkt med stora svarta partier på vingarna, mörkt gult runt ögonen, blågrå näbb och distinkt färg på örontäckarna.
De två underarterna särskiljs främst genom utbredningsområde men även på fjäderdräkten. Huvudet hos H. m. melanotis är mestadels matt turkos till skifferblått och örontäckarna är mörka eller svarta. Huvudet hos H. m. peruviana är främst grönt med blåaktig nacke och örontäckarna är mörkröda.

## Ekologi
Svartvingad papegoja lever i bergsskogar, och förekommer både bland höga träd och på myrmark. Den äter främst frukt. Den lever i flockar upp till 50 individer. Deras häckningsekologi är okänd. 

## Status och hot
Arten har ett stort utbredningsområde, men tros minska i antal, dock inte tillräckligt kraftigt för att den ska betraktas som hotad. Internationella naturvårdsunionen IUCN listar arten som livskraftig (LC).